# Kaliumfluorosulfonat
Kaliumfluorosulfonat, KSO3F ist das Kalium-Salz der Fluorsulfonsäure HSO3F.

## Gewinnung und Darstellung
Bei der Reaktion von Kaliumfluorid und Fluorsulfonsäure ist neben Fluorwasserstoff Kaliumfluorosulfonat das Reaktionsprodukt.
{\displaystyle {\ce {KF + HSO3F -> KSO3F + HF}}}
Auch bei der Reaktion von Kaliumperchlorat und Fluorsulfonsäure entsteht Kaliumfluorosulfonat.
{\displaystyle {\ce {KClO4 + HSO3F -> KSO3F + HClO4}}}
Kaliumfluorosulfonat ist das Reaktionsprodukt aus der Reaktion von Fluorfluorosulfonat und Kaliumiodid.
{\displaystyle {\ce {FSO3F + 2 KI -> KSO3F + KF + I2}}}
Aus Kaliumnitrat und Peroxydisulfuryldifluorid kann unter anderem Kaliumfluorosulfonat entstehen.
{\displaystyle {\ce {KNO3 + S2O6F2 -> KSO3F + NO2SO3F + 1/2O2}}}

## Eigenschaften
Kaliumfluorsulfonat ist ein weißes Pulver. Bei 350 °C schmilzt die Verbindung unter teilweise stattfindender Zersetzung.
Die Verbindung kristallisiert in der Raumgruppe Pnma (Raumgruppen-Nr. 62) mit den Gitterparametern a = 8,62 Å, b = 5,84 Å, c = 7,35 Å und Z = 4. Die Kristallstruktur ist der von Bariumsulfat verwandt.

## Sicherheitshinweise
Der Stoff greift die Haut an und verursacht schwere Schäden an den Augen.
Die Verbindung reagiert heftig mit Säuren, starken Oxidationsmitteln, Basen, Metallen und Glas. Die Zersetzungsprodukte des Salzes sind Schwefeloxide, Fluorwasserstoff und Kaliumoxid. Bei der Berührung mit Säuren entstehen giftige Gase.